# Audi RSQ
L'Audi RSQ és un prototip d'automòbil d'un superesportiu cupè dues portes ideat i fabricat per la marca automobilística alemanya Audi. L'automòbil va aparéixer en la pel·lícula Jo, robot, a la qual és conduït pel Detectiu Spooner (el qual interpreta l'actor Will Smith). El model en l'actualitat de l'Audi RSQ deriva de l'Audi R8.

## Característiques
El vehicle posseeix uns pneumàtics esfèrics, portes de tisora (és a dir, d'obridura superior), parabrisa panoràmic, control per veu, i conducció automàtica, (a la pel·lícula).